# محمد بن مسلم آل عثيمين
محمد بن مُسْلِم بن سعيد بن راجح بن علي بن مبارك بن عثيمين، (1332- 1430هـ/ 1913- 2009م) في محافظة وادي الدواسر. الخماسين.

## طلبه للعلم
بدأ في طلب العلم وعمره 12 سنة في محافظة وادي الدواسر. وفي شعبان من عام 1353هـ انتقل إلى الرياض لطلب العلم. ويقول عن نفسه «ولم أرحل للرياض إلا وأنا فرضي».
قرأ على عبد الرحمن بن مطلقه (وكان كفيف البصر)، عدة كتب منها: كشاف القناع عن متن الإقناع، منتهى الإرادات، كتاب الفرائض للشنشوري حتى أحسن القسمة وكان أول العلوم إتقانًا له علم الفرائض، الدرر البهية شرح الروضة النديه بالدليل والأحاديث.
وقرأ على محمد بن إبراهيم عدة كتب ومتون منها: زاد المعاد،  الآجرومية في النحو، وفي الحديث بلوغ المرام، وفي الفقه زاد المستقنع. وشرحه الروض المربع، وعلوم الفرائض والرحبية وغيرها.
ويقول محمد بن مسلم كان يقرأ عليه عبد العزيز بن شلهوب بعد أذان صلاة العشاء إلى أن تقام صلاة العشاء في تفسير ابن جرير.
وقرأ عليه وحده:
1. في موطأ الإمام مالك.
2. ورد عثمان بن سعيد الدارمي على بشر المرّيسي في الصفات.
3. صحيح مسلم إلا القليل.
4. سنن النسائي.
5. أول سنن أبي داود.
6. مسند الإمام أحمد.
7. بلوغ المرام.
8. نخبة الفكر.

وقرأت عليه غير ذلك خيرًا كثيرًا من العلوم الشرعية الكثيرة.
وقرأ على محمد بن عبد العزيز بن مانع في مكة ومما عدة كتب ومتون منها:كتاب التوحيد، بلوغ المرام، وقرأ عليه في الفقه.
ولم ينقطع عن طلب العلم، حيث كان ملازم للبحث والقراءة حتى أصيب بالشلل. وكان يعلق على هامش الكتب التي يقرأها.

## رحلاته لطلب العلم
- رحلته إلى الرياض المرة الأولى:

يقول في سفري إلى الرياض كان السبب في ذلك أن عبد الرحمن بن مطلقه يأتي إليه في بيته، وفي دكانه طلبه كثيرون يقرأون عليه في كتاب التوحيد والحديث وغيره. فكانوا يتكلمون عن الرياض وما فيه من علماء، وسمعتهم يثنون على علم محمد بن إبراهيم، ويذكرون طلابه من طلبة العلم في الرياض، فشاقني ذلك، وحُبب إليّ السفر إلى الرياض فسافرت إلى الرياض لطلب العلم. بعد أن استأذنت من والدتي فأذنت لي، أما الوالد كنت أعلم انه لا يمانع من ذلك.
وفي شعبان سنه 1353هـ (أي بعد بلوغ 21 عامًا) يقول التقيت برجل جمّال ينوي السفر إلى الرياض فكلمته فوافق، وذهبت معه وكان برفقته رجل كفيف وامرأته، سافرنا معه على بعير واحد ولم يكن هناك سيارات وكان الوقت باردًا، نسير في الصباح حتى وقت الظهيرة ثم نقيل، وإذا صلينا العصر ارتحلنا من مقيالنا ونمشي حتى يذهب ثلث الليل تقريبًا، فكنت أمشي والمرأة تمشي والجمال يمشي ويركب الرجل الكفيف البعير أكثر الوقت. لكن بعض الحين أخذ عقبه على عيز البعير وكذلك المرأة أحيانًا، والجمال ما يركب، وإذا نزلنا في الليل كل منهم اضطجع وأنا ذهبت أجمع الحطب وأوقد النار لتدفئتهم، وكنت الذي اسقيهم الماء من الآبار وذات يوم انقطع الدلو في البئر فجمعت حبال القرب وحبال الرحل وحزمت بعضها ببعض فنزلت في البئر وحزمت الدلو وكان أسفل البئر متسعاً ولكن الله أعانني على الخروج.
ولما وصلنا الرياض بعد اثنا عشر يومًا ولم يكن معي إلا ريالاً من والدتي، وعصي شوحط بعتها بثلاثة ريالات. ونوّخ الجمّال على الشيوخ، وبعد مدة سألته هل جاءني شيء قال جاءك خمسه ريالات وهي أجرتك، قلت له جزاك الله خيراً، ثم بعد ذلك يسر الله أمري وكلمت عبد اللطيف بن إبراهيم بن عبد اللطيف (أخو محمد بن إبراهيم) لكي يكتبني لأنه هو الذي يكتب الطلبة لكي ينزلني فأنزلني في حجره في المسجد مع عبد الرحمن بن عبيد ثم بدأت في الدرس على محمد بن إبراهيم.
- رحلته إلى مكة المكرمة:

يقول في عام 1361هـ عَلِمْتُ أن الحكومة عينت محمد بن عبد العزيز بن مانع وهو من كبار العلماء يدّرس في الحرم بمكة فذهبت إليه فتعلمت عليه من جملة المتعلمين، فكان يجلس من صلاة الفجر إلى بعد طلوع الشمس ثم يذهب فيتفرق الطلبة، وبعد المغرب يجلس إلى صلاة العشاء ويقرأ في صحيح البخاري ويشرحه ويفسر القرآن حتى صدر الأمر عام 1364هـ بإرسال كبار الطلبة الذين عنده إلى الرياض لأن عُين مديرًا للمعارف. فجمعونا فكنا أربعة وعشرون طالبا وأعطونا سيارتين تنقلنا إلى الرياض وأنا من جملتهم وصحبنا رجل عالمًا يقال له عبد الكريم الحبشي.
- رحلته إلى الرياض المرة الثانية:

يقول عندما وصلنا الرياض علم بنا الملك عبد العزيز عندما رأى نارنا شمال قصره في المربع، فأرسل إلينا رجل واسمه عبيد بن ثنيان الشمري بعشاء لنا، قلنا له قد تعشينا فقال أوقدوا النار ليراها الملك فيطمئن أنكم قد تعشيتم، ثم استقبلنا وأنزلنا في بيت يقال له بيت أبي حصاه في دخنه فمضينا نتعلم على يد محمد بن إبراهيم.
وكانت طريقته في التدريس، يجلس من صلاة الفجر، وكنا نقرأ على السراج وكان يوقد بقاز وفتيله، ويقرأون الإخوان في شرح زاد المستقنع والروض المربع، ويقرأون في بلوغ المرام، ويقرأون في غيره من الكتب، فإذا طلعت الشمس ذهب إلى بيته وكل طالب منا يذهب إلى مسكنه ويأخذ قهوة وتمر ويفطر عليها، ثم يرجع إليه ثانية في بيته فنجلس ونقرأ عليه في المطولات فمنا من يقرأ صحيح البخاري ومنا من يقرأ في زاد المعاد.

## مشايخه
تلقى العلم على أيدي علماء أجلاء، وهم:
1. عبد الرحمن بن سالم بن محمود رحمه الله لما كان قاضي في وادي الدواسر. بعد صلاة الفجر في جامع الخماسين.
2. سعد بن سعود بن جذلان رحمه الله لما كان قاضي في وادي الدواسر. بعد صلاة الفجر في جامع الخماسين.
3. عبد الرحمن بن مطلقه.
4. الإمام العلامة الجليل الأصولي المحدث الفقيه / محمد بن إبراهيم بن عبد اللطيف ابن عبدالرحمن آل الشيخ، مفتي الديار السعودية ورئيس قضاتها في حياته. لازمه محمد بن مسلم وغيره من العلماء - رحمهم الله، من عام 1353هـ حتى عام 1355. للمرة الأولى.
5. الفقيه محمد بن عبد العزيز بن محمد بن عبد الله بن مانع المولود عام 1300هـ والمتوفى عام 1385هـ، ودرس عليه في مكة من 1361هـ إلى 1364هـ.
6. وفي عام 1364هـ رجع إلى شيخه محمد بن إبراهيم. مع طلبة العلم الذين كانوا عند محمد ابن عبد العزيز بن مانع بمكة وبقي في طلب العلم حتى عام 1370هـ للمرة الثانية.
7. وكذلك رجع لشيخه محمد بن إبراهيم عام 1372هـ، ويُعدّ من كبار الآخذين عنه.
8. سمع من قاضي الرياض صالح بن عبد العزيز بن عبد الرحمن بن حسين بن محمد بن عبد الوهاب رحمهم الله جميع.
9. زامل عبد العزيز بن عبدالله بن عبدالرحمن بن باز وسمع منه إلا أن عبد العزيز ابن باز كان في الطبقة السابقة لطبقته، (وكان بينه وبين عبد العزيز ابن باز مراسلات في بعض الفتاوى الشرعية حتى وفاة ابن باز).

## طلابه
أخذ عن العديد من طلاب العلم من داخل رنيه ومن خارجها. أذكر منهم 
من داخل رنية: 
1. محمد رميزان السبيعي.
2. محمد ظافر السبيعي.
3. عبد الله فهيد الشريف.
4. ماضي محمد الحقي.
5. زعير فهد السبيعي.
6. سعد شريم السبيعي.
7. وسام بن علي الوسام.
8. هاجد مواز السبيعي.
9. محمد بن خثيل السبيعي.
10. سعد بن طماح السبيعي.
11. ناصر بن عبد الله السبيعي.
12. ذيب بن شبيب السبيعي.
13. فليان بن شبيب السبيعي.
14. مترك بن شريم السبيعي.
15. قاسي بن شبيب السبيعي.
16. دسم بن منير السبيعي.

من الإعلاميين الذين ساهم في الكتابة عنه محمد سعد مناحي آل ماضي.
ومن خارج رنية:
1. سلطان بن سعد بن لؤي الشريف.
2. بدر بن علي بن طامي العتيبي.
3. ناصر بن عبد الله الدرعاني.
4. محمد بن علي الشهري.
5. مفرج بن قاعد السبيعي.
6. محمد بن سعد بن لؤي الشريف.
7. منصور بن حان الشريف
8. عبد الله يحيى العوبل
9. خليل أحمد وهو مصري الجنسية
10. بندر خريص المقاطي العتيبي

وغيرهم كثير

## أعماله
- عين في عام 1355هـ بأمر الملك عبد العزيز مرشد في بلاد زهران وغامد ومشى على بلاد زهران مرتين.
- وفي عام 1364هـ كلف بتعديل الموازين ومكاييل الأفلاج ووادي الدواسر ثم مراقباً على خراج أهل القصيم وأهل حائل والهجر وصدقاتهم.
- وفي عام 1365هـ والعام التالي له كلف بعمل تعديل الموازين والمكاييل وقالوا له أنت صاحب الصندوق وصاحب كل شيء بناء على ما حصل من مشكلة في العام السابق. وكان مريضاً فحمد الله أن كان مريضاً ليعتذر بذلك، فأعتذر فتركوه فذهب في طلب العلم.
- وفي عام 1370هـ أرسل بأمر الملك عبد العزيز مرشداً وقاضياً وداعياً في عاملة برقا وبيشة ورنية وحتى ينتهي عملهم في مكة.
- وفي عام 1371هـ أرسل للمرة الثانية بأمر الملك عبد العزيز مرشداً وقاضياً وداعياً في عاملة برقا وبيشة ورنية وحتى ينتهي عملهم في مكة.
- وفي عام 1371هـ عين مراقباً في الحرم ومرشداً بترشيح من عبد الملك بن إبراهيم
- رئيس الهيئات في المنطقة الغربية حين ذاك.
- وفي عام 1372هـ صدور الأمر السامي الكريم بتعينه قاضياً بصامطة التابعة لمنطقة جيزان.
- في عام 1375هـ هـ صدر أمر نقله قاضيا إلى الدوادمي.
- وفي عام 1378هـ صدر أمر نقله إلى الرياض حسب المصلحة فانتقل إلى الرياض، ولكن لم يباشر في الرياض لأنه طلب إذن لزيارة أسرته.
- وفي عام 1380هـ عين قاضيا في الهدار.
- وفي عام 1388هـ صدر أمر نقله قاضيا إلى البدع التابع لتبوك فأبي، فقال له محمد بن إبراهيم إن قصدنا أنك ترشدهم لأنهم أناس يحتاجون من يرشدهم فكلفه بالتوجه فتوجه وبقي فيه إلى عام 1394هـ. وكانت المدة التي أرسل فيها للبدع أربعة أشهر وقد امتدت ست سنين.
- وفي عام 1394هـ في شعبان صدر أمر نقله قاضيا للهدار حيث جاء نقله سري برجوعه إلى الهدار بناء على طلب أهل الهدار فرجع وبقي فيه إلى عام 1401هـ.
- وفي عام 1401هـ صدر أمر نقله قاضيا لرنية.
- وفي عام 1404هـ صدر أمر أحالته على التقاعد

## مؤلفاته
1. التحقيق الثمين في رسائل محمد بن مسلم بن عثيمين
2. إرشاد العباد إلي معرفة الله وتوحيده وإتباع خير العباد للفوز برضوان الله في الدنيا ويوم المعاد.
3. بيان المراد من خلق الإنس والجان.
4. ترك المندوبة إذا أقيمت الصلاة المفروضة.
5. تحقيق المسألة في عدم الجهر بالبسملة.
6. تحفة المتدين عن موقع مدين.
7. حسن المسير في بيان التعزير.
8. تحقيق فرض صلاة الجماعة على الأعيان.
9. البيان المبين بالمراد من أمر الدين.
10. رسالة الوعي في عدم تكرار السعي.

## وفاته
توفي بعد صلاة العشاء في يوم الاثنين آخر أيام التشريق 13 من شهر ذي الحجة سنة 1430هـ الموافق 30/11/2009م  في محافظة رنية بعد معاناة للكبر والمرض، وقد صلّى عليه خلق كثير في جامع فضيلته بعد صلاة الظهر يوم الثلاثاء 14 من ذي الحجة 1430هـ.